# Crisi (politica)

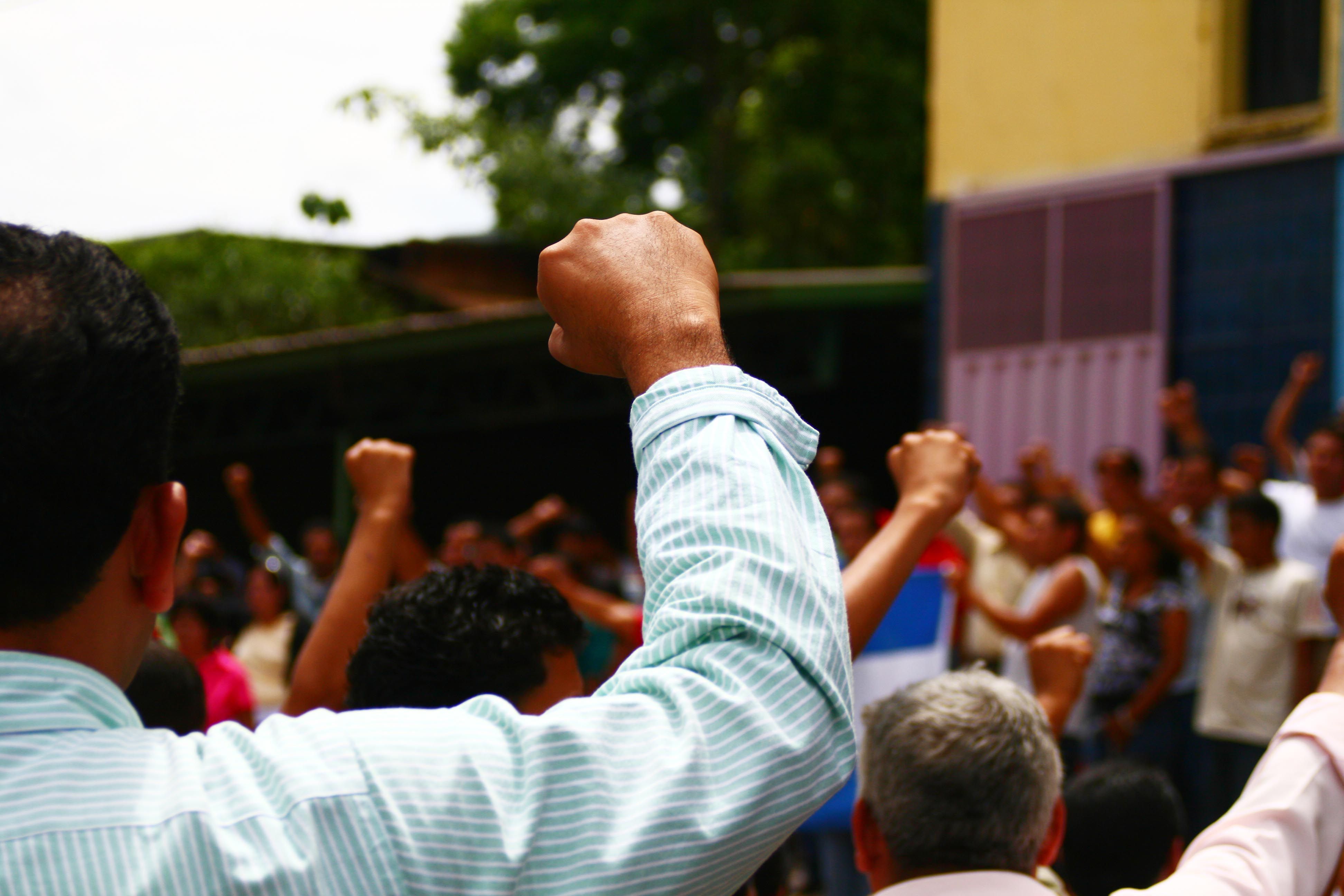
Manifestanti protestano in Honduras nel 2009, in seguito ad una forte crisi politica.

Si definisce crisi politica il momento in cui una disputa tra due parti politiche non sembra risolvibile per vie diplomatiche, ad esempio per una (apparentemente) irrisolvibile incompatibilità tra le stesse o rinuncia di una delle due a una composizione.
Il momento di crisi, a differenza di quello di tensione, ha spesso come soluzione la guerra o delle ostilità che si possono prolungare nel tempo, come nel caso delle continue crisi mediorientali. Un esempio notevole a tale riguardo sono gli eventi avvenuti nel 1914 a seguito dell'assassinio dell'Arciduca Francesco Ferdinando da parte del nazionalista serbo-bosniaco Gavrilo Princip, che aggravò la crisi che già esisteva tra Serbia e Impero austro-ungarico; il secondo dichiarò guerra nel giro di 48 ore alla prima, facendo scoppiare quella che sarebbe diventata la prima guerra mondiale.
Nell'ambito della politica interna, una crisi di governo è la conseguenza di disaccordi fra i suoi componenti che impongono un cambiamento sensibile pena la caduta e la perdita del potere del governo. 
Può concludersi «pacificamente» con il cosiddetto rimpasto, cioè una modifica della composizione del governo (ad esempio come accaduto in Italia nel 2005 con il passaggio dal governo Berlusconi II al governo Berlusconi III), oppure sfociare in una sfiducia che fa cadere il governo e porta o alla nomina di un nuovo capo di governo oppure, nel caso che ciò sia impossibile, allo scioglimento anticipato del Parlamento ed a nuove elezioni.